# Frances Brodsky
Frances Brodsky es una bióloga celular estadounidense. Es conocida por su trabajo sobre la clatrina y su papel en la función del sistema inmunológico. Es profesora de biología celular y directora de la División de Biociencias (parte de la Facultad de Ciencias de la Vida) en el University College London. Es autora de tres novelas científicas de misterio bajo el seudónimo de BB Jordan. Fue la editora fundadora de la revista Traffic.

## Educación
Brodsky se licenció en bioquímica por la Universidad de Harvard en 1976. Recibió una beca Marshall para estudiar en el Reino Unido y realizó investigaciones en el laboratorio de Walter Bodmer en la Universidad de Oxford, obteniendo un D. Phil. (término de Oxford para el doctorado) en 1979.

## Carrera profesional
Después de un trabajo postdoctoral en la Universidad de Harvard y la Universidad de Stanford, Brodsky se unió a Becton Dickinson como director del programa de biología celular en 1982. En 1987, regresó a la academia como profesora asistente en el Departamento de Farmacia y Química Farmacéutica de la Universidad de California, San Francisco.
El trabajo de Brodsky se sitúa en la inmunología y la biología celular. Desarrolló algunos de los primeros anticuerpos monoclonales contra el complejo mayor de histocompatibilidad, una proteína fundamental para el sistema inmunitario. Se interesó en la clatrina, una proteína que es clave para el tráfico de membranas tanto hacia el interior como hacia el exterior de las células, poco después de que Barbara Pearse la aislara. Usó anticuerpos monoclonales para mapear la estructura de la clatrina y probar su ensamblaje en sus estructuras poliédricas características. La endocitosis mediada por clatrina está involucrada en la captación de antígenos desde el exterior de la célula que acaban siendo presentados en la célula por el complejo mayor de histocompatibilidad clase II ( CMH clase II ). Brodsky descubrió que la vía de exportación del CMH de clase II se encuentra con la vía de importación de antígenos en un compartimento endocítico especializado donde los antígenos pueden ser procesados en péptidos y cargados en la molécula del CMH de clase II para su presentación. También identificó el lugar en el que se cargan los péptidos en las proteínas de clase I del CMH.
Brodsky ha sido líder en el análisis de la regulación del ensamblaje de la clatrina y de las proteínas adaptadoras que ayudan a capturar cargas específicas en las vesículas recubiertas de clatrina. Ha identificado funciones para las isoformas de clatrina en enfermedades como la diabetes y las miopatías, y en el control del cambio de clase de inmunoglobulina.
En 2000, fundó Traffic: The International Journal of Intracellular Transport con Mark Marsh, Sandra Schmid y Thomas Kreis, con el objetivo de crear "una revista central que reuniera las publicaciones de mayor interés para quienes trabajan en el tráfico intracelular". En 2007, dejó el papel de coeditora para convertirse en editora de revisiones de Traffic.
En 2015, después de 28 años en la UCSF, Brodsky regresó al Reino Unido para dirigir la División de Biociencias en el University College London.
En 2019, fue elegida miembro del consejo de la Academia de Ciencias Médicas.

## Premios
- 1976 Beca Marshall
- Premio Pew Scholar de 1988[22]
- Premio Senior WICB 2007[23]

## Novelas de misterio
Brodsky es la autora de tres novelas de misterio protagonizadas por la viróloga Dra. Celeste Braun, todas publicadas por Berkley Prime Crime, bajo el seudónimo de BB Jordan. En Principal Investigation (1997), Braun frustra a un criminal que amenaza con causar un brote de un virus mortal; en Inmunización secundaria (1999) descubre una conspiración que utiliza el sistema inmunológico de los pacientes para llevar información a un cartel de la droga; y en Triplet Code (2001) resuelve el misterio de la muerte de tres compañeros.